# 下村梅子
下村 梅子（しもむら うめこ、1912年〈明治45年〉5月7日 - 2012年〈平成24年〉5月10日）は、日本の俳人。福岡県生まれ。「かつらぎ」特別同人。阿波野青畝に師事。「かつらぎ」の代表作家。夫は俳人の下村非文（1902年 - 1987年）。俳人協会名誉会員。

## 句集
- 紅梅
- 沙漠
- 長恨歌
- 花